# Alodynowanie
Alodynowanie jest procesem powierzchniowej obróbki aluminium, polegającym na wytworzeniu na powierzchni metalu warstwy tlenku glinu. W przeciwieństwie do procesu anodowania aluminium, przy alodynowaniu nie używa się prądu.
Obróbka polega na zanurzeniu przedmiotu kolejno w kąpieli utleniającej, a następnie w kąpieli uszczelniającej. W efekcie powstaje żółtozielona powłoka tlenkowa.
Powłoki tlenkowe na elementach aluminiowych zabezpieczają przed korozją i znacznie zwiększają przyczepność lakierów.